# 坦勒穆捷
坦勒穆捷（法語：Thin-le-Moutier，法語發音：[tɛ̃ lə mutje]）是法国北部阿登省的一個市鎮，属于沙勒维尔-梅济耶尔区。

## 地理
坦勒穆捷（49°43'8"N, 4°30'5"E）面积39.72 平方千米，位于法国大東部大區阿登省，该省份为法国北部内陆省份，西接埃纳省，南至马恩省，东临默兹省，北与比利时接壤。
与坦勒穆捷接壤的市镇（或旧市镇、城区）包括：克拉维瓦尔比、多姆里、法尼翁、让丹、旺斯河畔洛努瓦、莱普龙莱瓦莱、讷夫迈松、讷维尔莱蒂、锡尼拉拜。

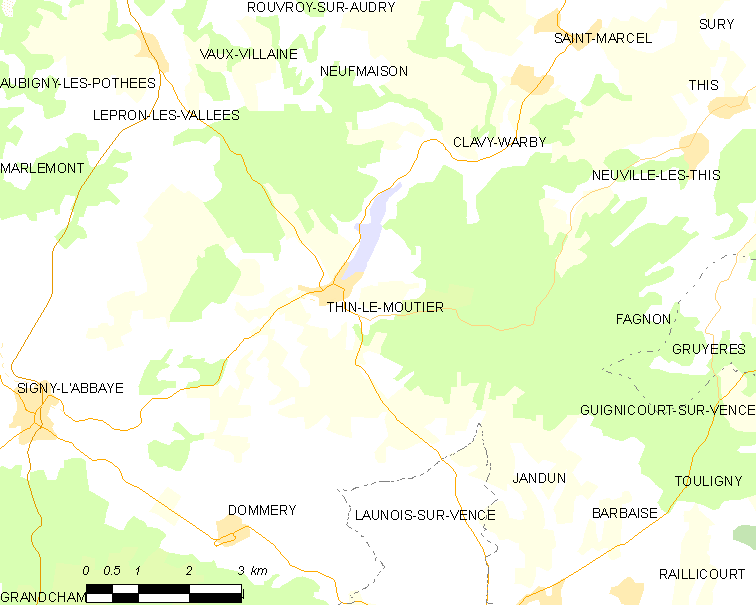
坦勒穆捷的OSM定位图

坦勒穆捷的时区为UTC+01:00、UTC+02:00（夏令时）。

## 行政
坦勒穆捷的邮政编码为08460，INSEE市镇编码为08449。

## 政治
坦勒穆捷所属的省级选区为锡尼拉拜县。

## 人口

1962-2008年间坦勒穆捷人口变化图示

坦勒穆捷于2022年1月1日时的人口数量为682人。